# NGC 4262

NGC 4262 es una galaxia situada en la constelación de Coma Berenices a una distancia de aproximadamente 50 millones de años luz perteneciente al Cúmulo de Virgo que puede verse con instrumentos de aficionado.

## Propiedades físicas
Se trata de una galaxia lenticular barrada pequeña y compacta, con una marcada barra central de alto brillo superficial y notable por la presencia en ella de bastante hidrógeno neutro para lo que es habitual en una galaxia lenticular, concentrado en un anillo inclinado respecto a su plano galáctico en el cual se hallan cúmulos de estrellas jóvenes formando un anillo visible en el ultravioleta.
Se piensa que dicho gas ha sido arrancado por NGC 4262 en una interacción pasada con otra galaxia, posiblemente la cercana galaxia espiral M99.